# 拉缅斯科耶区

拉缅斯科耶区

拉缅斯科耶区（俄语：Раменский райо́н），是俄罗斯莫斯科州的一个行政区，位于莫斯科东南方向。总面积1,397.46平方公里，总人口256,375（2010年）。行政中心位于拉缅斯科耶镇。茹科夫斯基、布龙尼齐两市位于均位于拉缅斯科耶区境内，但行政上独立于拉缅斯科耶区。